# Окситанія
Оксита́нія (окс. Occitània МФА: [utsi'tanjɔ]) — регіон в Європі, де історично використовується окситанська мова: частина півдня Франції, Баль-д'Аран (Каталонія), Окситанські долини (Італія), Монако.

Області Окситанії

У наш час близько 3 мільйонів мешканців Окситанії вільно володіють окситанською мовою; чільними мовами у краї є, відповідно, французька, італійська, каталонська та іспанська. Єдиний регіон, де окситанська мова має статус офіційної (поряд із каталонською та кастильською), — Баль-д'Аран в Каталонії.

## Історія Окситанії

Області Окситанії на час битви під Муретом

Завдяки вигідному географічному розташуванню Окситанія перебуває на перетині багатьох впливів (переважно грецьких і латинських, східних, скандинавських, середземноморських). Будучи спадкоємницею культури латинської з певними кельтськими елементами, з IX століття вона стала одним із ключових центрів римської культури. Окситанська була однією з перших мов, що прийшла на зміну латині для багатьох документів, літературних доробків і наукових робіт.
XI–XIII століття стали добою розквіту окситанської культури й політики. Ці роки золотої ери окситанської літератури позначилися народженням і поширенням літератури трубадурів на всю Західну Європу. Проте, маючи політичну незалежність (див. Тулузьке графство), окситанські графства й міста складали не політичну, а лише культурну й мовну єдність.

### Французька навала
У XIII–XVII століттях французи поступово завойовували Окситанію, часом кровопролитною війною, часом приєднуючи за допомогою тонких політичних інтриг. Із кінця XV століття панство й шляхта почали користуватися французькою мовою, хоча прості люди надалі розмовляли окситанською. В 1539 році Франциск I видав наказ, яким запроваджувалося використання адміністрацією французької мови.
У 1789 році революційні комітети намагалися відновити автономію регіонів Міді, використовувати окситанську мову, та якобінські сили звели цей процес нанівець.
XIX століття принесло потужне відродження літератури. 1904 року окситанський письменник-відроджувач Фредерік Містраль здобув Нобелівську премію в галузі літератури.
Від 1881 року й надалі за розпорядженням французького прем'єр-міністра Жуля Феррі дітей, що розмовляли окситанською, суворо карали в школі. Обставини надалі гіршали зокрема й через те, що ЗМІ окситанською мовою не існували. Але окситанська мова все ще не зникла, й активісти докладають великих зусиль до її збереження.

## Традиційні регіони та провінції

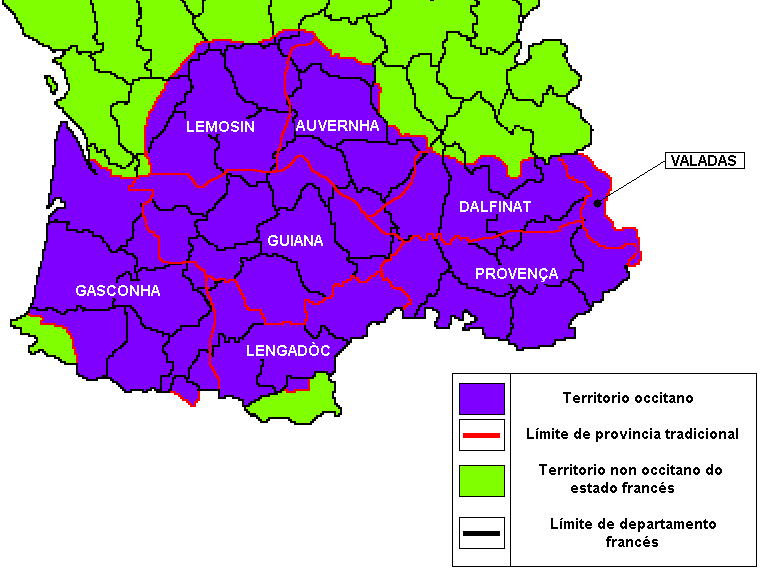

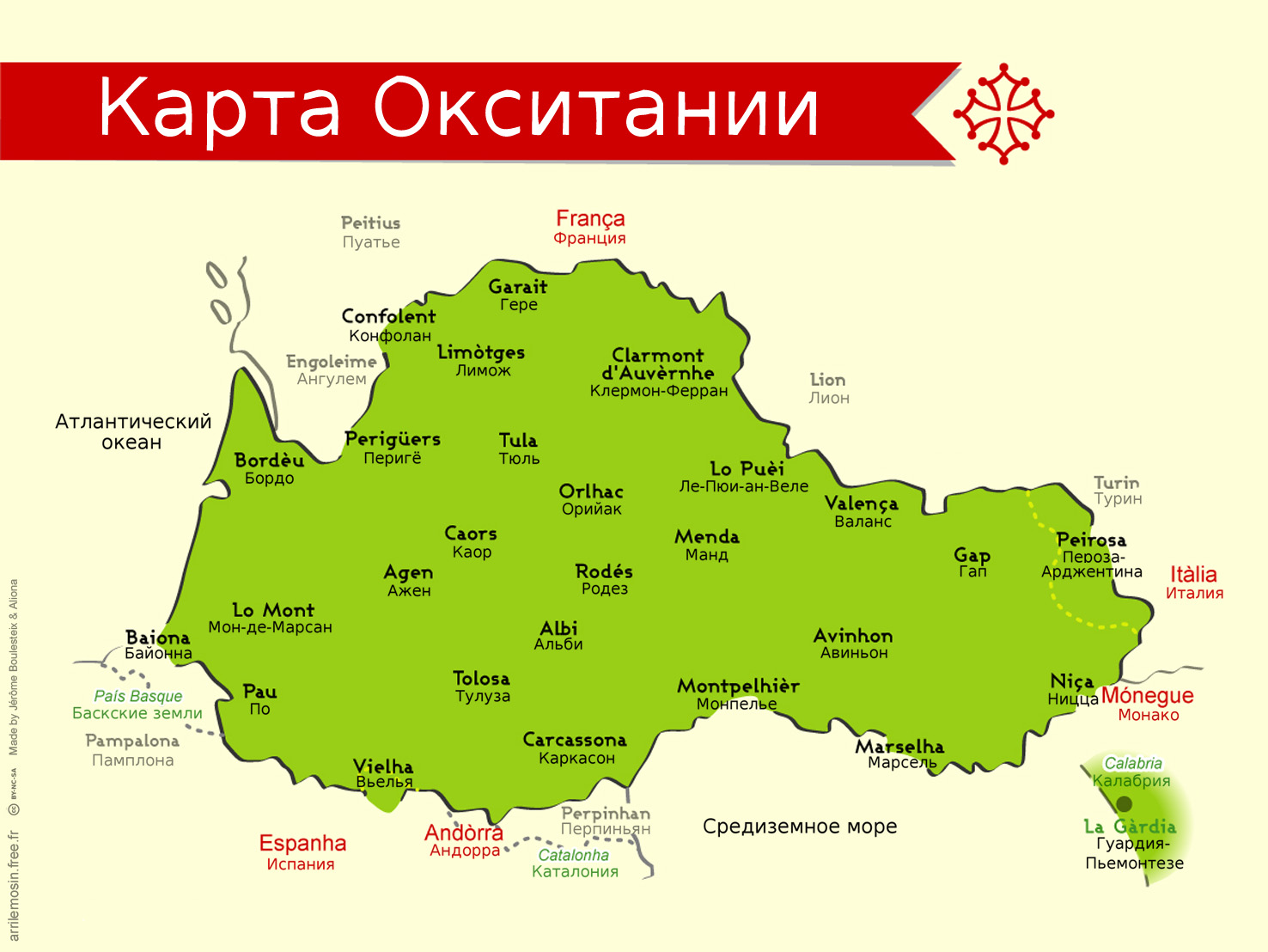
Окситанія

- Окситанські долини (Valadas Occitanas)
- Прованс
- Лангедок (Lengadòc)
- Лімузен (Lemosin), що включає Марке
- Бурбонне (Borbonés/Barbonés)
- Гієнь
- Гасконь (Gasconha) що включає Беарн, Баль-д'Аран, Біґору та Арманьяк.
- Дофіне (Daufinat/Dalfinat)
- Овернь (Auvèrnhe/Auvèrnha)

## Мова
Окситанська мова або Лангедок (langue d'oc, lenga d'òc) — це романська мова, що походить від латини, так само як і іспанська, італійська і французька. У ньому налічується шість основних різко розрізнених регіональних варіантів: провансальська (що включає нісу (niçois), на якому говорять в околицях Ніцци), віваральпійска, овернська, лімузенська, гасконська і лангедокський діалект. Всі ці різновиди Окситанська мови мають свою літературну традицію і рівноправні. Стандартна окситанська — синтез цих діалектів. Крім того, у Гасконі і Провансі існують літературно-інтелектуальні течії, які наполягають на повній відособленості цих регіонів не тільки від Північної Франції, але і від Окситанії, і існування самостійних провансальської і гасконської мов.
Каталонська мова дуже схожа на окситанську, тому що між Окситанією і Каталонією існують сильні історичні та культурні зв'язки.

## Сучасність

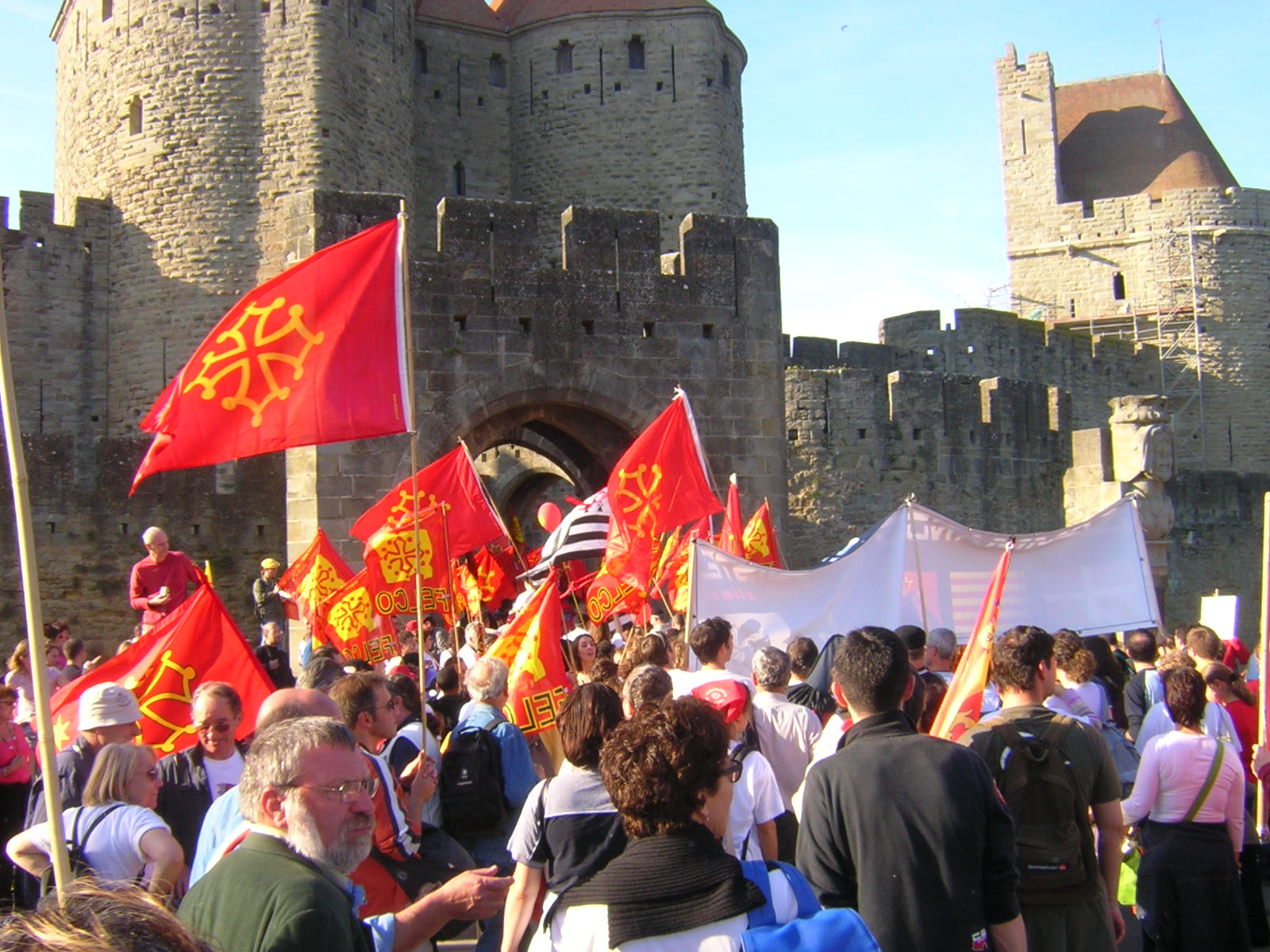
Маніфестація 2005 року в Каркассоні

Хоча населення Окситанії складає наразі близько 15 мільйонів, зберегли окситанську мову за найоптимістичнішими розрахунками менше 2 мільйонів. За переписом 1999 року її назвали рідною загалом 610 тисяч, причому мовці у більшості вже похилого віку. Із 1945 року оновленням окситанської мови опікується Інститут окситанських студій. У наш час окситанську використовують у найсучасніших музичних і літературних стилях: рок, фольк-рок, детективні історії, наукова фантастика. У спеціальних школах (каландретах) ведеться викладання окситанської мови.

Те́ррас-д'Ок — територія поширення окситанської та каталанської мов (Tèrras d’Òc, Terres d’Oc).

Окситанський політичний рух за самоуправління існує від початку XX століття й особливої потужності набув у повоєнні роки, найвпливовіший представник — Окситанська партія. Проте рух так і лишається осторонь головних політичних подій у Франції. Собі за мету активісти ставлять відродження окситанської мови й культури, через те, що офіційна Франція уперто не бажає визнавати окситанську мову, вони вимагають ухвалити окситанську другою офіційною мовою в семи регіонах французької Окситанії.
Найближчою мовою до окситанської є каталонська. Багато в чому подібне становище, близькість культур, тісні стосунки і бездержавний статус обох країн, Каталонії та Окситанії, сприяють чималій солідарності і підтримці окситанському відродженню з боку Каталонських країн.